# Adiscanthus fusciflorus
Adiscanthus fusciflorus är en vinruteväxtart som beskrevs av Adolpho Ducke. Adiscanthus fusciflorus ingår i släktet Adiscanthus och familjen vinruteväxter. Inga underarter finns listade i Catalogue of Life.